# Оксид иттербия(III)
Оксид иттербия(III) — бинарное неорганическое соединение металла иттербия и кислорода с формулой Yb2O3, бесцветные кристаллы, нерастворимые в воде.

## Получение
- Сгорание иттербия на воздухе:

{\displaystyle {\mathsf {4Yb+3O_{2}\ {\xrightarrow {400^{o}C}}\ 2Yb_{2}O_{3}}}}
- Разложение гидроксида, нитрата, сульфата, карбоната или оксалата иттербия:

{\displaystyle {\mathsf {2Yb(OH)_{3}\ {\xrightarrow {300-1100^{o}C}}\ Yb_{2}O_{3}+3H_{2}O}}}
{\displaystyle {\mathsf {4Yb(NO_{3})_{3}\ {\xrightarrow {780^{o}C}}\ 2Yb_{2}O_{3}+12NO_{2}+3O_{2}}}}
{\displaystyle {\mathsf {2Yb_{2}(SO_{4})_{3}\ {\xrightarrow {900^{o}C}}\ 2Yb_{2}O_{3}+6SO_{2}+3O_{2}}}}
{\displaystyle {\mathsf {Yb_{2}(CO_{3})_{3}\ {\xrightarrow {900-1000^{o}C}}\ Yb_{2}O_{3}+3CO_{2}}}}
{\displaystyle {\mathsf {Yb_{2}(C_{2}O_{4})_{3}\ {\xrightarrow {800^{o}C}}\ Yb_{2}O_{3}+3CO_{2}+3CO}}}

## Физические свойства
Оксид иттербия(III) образует бесцветные кристаллы кубической сингонии, пространственная группа F a3, параметры ячейки a = 1,0435 нм, Z = 16.
При температуре 823°С переходит в моноклинную модификацию, пространственная группа C 2/m, параметры ячейки a = 1,373 нм, b = 0,3410 нм, c = 0,8452 нм, β = 100,17°, Z = 6.

## Химические свойства
- Реагирует с кислотами, образуя соответствующие соли трёхвалентного иттербия:

{\displaystyle {\mathsf {Yb_{2}O_{3}+6HCl\ {\xrightarrow {}}\ 2YbCl_{3}+3H_{2}O}}}
{\displaystyle {\mathsf {Yb_{2}O_{3}+3H_{2}SO_{4}\ {\xrightarrow {100^{o}C}}\ Yb_{2}(SO_{4})_{3}+3H_{2}O}}}
- Вытесняется из оксида более активными металлами:

{\displaystyle {\mathsf {Yb_{2}O_{3}+2La\ {\xrightarrow {1100-1200^{o}C}}\ 2Yb+La_{2}O_{3}}}}
- С горячей водой реагирует, образуя гидроксид[1]:

{\displaystyle {\mathsf {Yb_{2}O_{3}+3H_{2}O\ \xrightarrow {t} \ 2Yb(OH)_{3}}}}

## Применение
- Компонент специальных стёкол, керамик, люминофоров.